# GABRP
GABRP (англ. Gamma-aminobutyric acid type A receptor pi subunit) – білок, який кодується однойменним геном, розташованим у людей на короткому плечі 5-ї хромосоми.  Довжина поліпептидного ланцюга білка становить 440 амінокислот, а молекулярна маса — 50 640.
| 10         |  | 20         |  | 30         |  | 40         |  | 50         |
| ---------- |  | ---------- |  | ---------- |  | ---------- |  | ---------- |
| MNYSLHLAFV |  | CLSLFTERMC |  | IQGSQFNVEV |  | GRSDKLSLPG |  | FENLTAGYNK |
| FLRPNFGGEP |  | VQIALTLDIA |  | SISSISESNM |  | DYTATIYLRQ |  | RWMDQRLVFE |
| GNKSFTLDAR |  | LVEFLWVPDT |  | YIVESKKSFL |  | HEVTVGNRLI |  | RLFSNGTVLY |
| ALRITTTVAC |  | NMDLSKYPMD |  | TQTCKLQLES |  | WGYDGNDVEF |  | TWLRGNDSVR |
| GLEHLRLAQY |  | TIERYFTLVT |  | RSQQETGNYT |  | RLVLQFELRR |  | NVLYFILETY |
| VPSTFLVVLS |  | WVSFWISLDS |  | VPARTCIGVT |  | TVLSMTTLMI |  | GSRTSLPNTN |
| CFIKAIDVYL |  | GICFSFVFGA |  | LLEYAVAHYS |  | SLQQMAAKDR |  | GTTKEVEEVS |
| ITNIINSSIS |  | SFKRKISFAS |  | IEISSDNVDY |  | SDLTMKTSDK |  | FKFVFREKMG |
| RIVDYFTIQN |  | PSNVDHYSKL |  | LFPLIFMLAN |  | VFYWAYYMYF |  |            |

A: Аланін

C: Цистеїн

D: Аспарагінова кислота

E: Глутамінова кислота

F: Фенілаланін

G: Гліцин

H: Гістидин

I: Ізолейцин

K: Лізин

L: Лейцин

M: Метіонін

N: Аспарагін

P: Пролін

Q: Глутамін

R: Аргінін

S: Серин

T: Треонін

V: Валін

W: Триптофан

Кодований геном білок за функціями належить до іонних каналів, хлорних каналів. 
Задіяний у таких біологічних процесах як транспорт іонів, транспорт, поліморфізм. 
Білок має сайт для зв'язування з хлоридом. 
Локалізований у клітинній мембрані, мембрані, клітинних контактах, синапсах.